# Capital G
«Capital G» (в пер. с англ. «Заглавная буква „G“») — второй сингл из альбома Year Zero американской индастриал-группы Nine Inch Nails.

## О песне
Релиз промоCD состоялся 2 апреля 2007 года, в то время как коммерческое издание на грампластинке было выпущено 11 июня. В систему нумерации Halo сингл не входит. Видеоклип на композицию «Capital G» не снят.
Ротация песни «Capital G» на различных радиостанциях альтернативного рока началась в апреле 2007 года. Песня также была доступна для скачивания в WAV-формате на специальном веб-сайте Exterminal.net. Для этого нужно обнаружить на теплочувствительной поверхности компакт-диска альбома Year Zero код, с помощью которого можно было получить доступ к скачиванию трека на этом сайте.
26 апреля 2007 года на официальном сайте альбома Year Zero были выложены фрагменты композиции «Capital G», предназначавшиеся для создания ремиксов с помощью программ GarageBand и Logic Pro.
Многие музыкальные журналисты посчитали, что буква «G» в названии песни обозначает имя тогдашнего президента США Джорджа Буша (англ. George Walker Bush), хотя Трент Резнор заявил, что «G» обозначает «Greed» (в пер. с англ. «Жадность»).
В 2008 году «Capital G» вошла в пакет загружаемых треков для видеоигры Rock Band.

## Список композиций

### ПромоCD: Interscope / NINCAPGCDP1 (США)
1. «Capital G» (альбомная версия) — 3:51
2. «Capital G» (отредактированная версия) — 3:49

### ПромоCD: Interscope / INTR-12230-2 (США)
1. «Capital G» (Phones 666 RPM Mix) — 7:23
2. «Capital G» (Switch Remix) — 5:01

### Грампластинка: Interscope / 173 613-9 (UK)
1. «Capital G» (альбомная версия) — 3:49
2. «Survivalism» (Dave Sitek Remix) — 4:30

## Позиции в чартах
| Чарт (2007)                  | Высшая позиция |
| ---------------------------- | -------------- |
| Великобритания               | 140            |
| Канада                       | 89             |
| США (Modern Rock Tracks)     | 6              |
| США (Mainstream Rock Tracks) | 25             |
| Шотландия                    | 38             |

## Участники записи
- Трент Резнор — вокал, музыка/слова, продюсирование
- Джош Фриз — ударные
- Джефф «Дабл Джи» Галлегос — баритон-саксофон
- Мэтт Демеритт — тенор-саксофон
- Элизабет Ли — тромбон
- Уильям Артоуп — труба
- Аттискус Росс — продюсер